# Comuna de Rejowiec Fabryczny
Rejowiec Fabryczny (polaco: Gmina Rejowiec Fabryczny) é uma gminy (comuna) na Polónia, na voivodia de Lublin e no condado de Chełmski.
De acordo com os censos de 2004, a comuna tem 4635 habitantes, com uma densidade 53 hab/km².

## Área
Estende-se por uma área de 87,51 km², incluindo:
- área agricola: 62%
- área florestal: 21%

## Demografia
Dados de 30 de Junho 2004:
|                      | Total   | Total | Mulheres | Mulheres | Homens  | Homens |
| -------------------- | ------- | ----- | -------- | -------- | ------- | ------ |
|                      | pessoas | %     | pessoas  | %        | pessoas | %      |
| População            | 4635    | 100   | 2445     | 52,8     | 2190    | 47,2   |
| Densidade (pop./km²) | 53      | 100   | 27,9     | 27,9     | 25      | 25     |

De acordo com dados de 2002, o rendimento médio per capita ascendia a 1398,78 zł.

## Subdivisões
- Gołąb, Józefin, Kanie, Kanie-Stacja, Krasne, Krzywowola, Leszczanka, Liszno, Liszno-Kolonia, Pawłów, Toruń, Wólka Kańska, Wólka Kańska-Kolonia, Zalesie Kańskie, Zalesie Krasieńskie,

## Comunas vizinhas
- Łopiennik Górny, Rejowiec, Rejowiec Fabryczny, Siedliszcze, Trawniki